# Musculus scalenus anterior
Der Musculus scalenus anterior (lat. für „vorderer Rippenhaltermuskel“; scalenus, lat.: schief, ungleichseitig), bei Tieren als Musculus scalenus ventralis bezeichnet, ist ein Skelettmuskel in der Tiefe des Halses, der von den Querfortsätzen des 3. bis 6. Halswirbels zur ersten Rippe (Tuberculum musculi scaleni anterioris) zieht. Bei Raubtieren ist der Muskel nicht ausgebildet. Der Musculus scalenus anterior zieht bei einseitiger Kontraktion den Hals zur Seite, kontrahieren sich die Muskeln beider Seiten, wird der Hals nach unten gezogen. Bei fixiertem Hals hebt er die erste Rippe an und unterstützt so die Einatmung.
Die Blutversorgung erfolgt beim Menschen über die Arteria cervicalis ascendens, Arteria vertebralis, Arteria cervicalis profunda und Arteria thyroidea inferior.
Zwischen Musculus scalenus anterior und dem Musculus scalenus medius („hintere Skalenuslücke“) treten der Plexus brachialis und beim Menschen auch die Arteria subclavia in die Achsel. Die hintere Skalenuslücke ist am Lebenden in der Regel gut tastbar, bei tiefer Einatmung tritt sie meist besser hervor.
Musculus scalenus anterior und Musculus sternocleidomastoideus bilden die „vordere Skalenuslücke“. Durch sie zieht die Vena subclavia nach medial, um sich im Venenwinkel mit der Vena jugularis interna zur Vena brachiocephalica zu vereinigen.

## Klinische Bedeutung
Bei Verengung der (meist hinteren) Skalenuslücke kommt es zum Skalenussyndrom. Dabei kommt es durch Druck auf den hindurchziehenden Plexus brachialis zu Schmerzen an der Innenseite des Unterarmes und der Kleinfingerseite der Hand. Außerdem ist die Durchblutung durch die betreffende Arterie (Arteria subclavia) beeinträchtigt, der Blutdruck kann erniedrigt sein und zu einer Blauverfärbung (Zyanose) führen.
Bei der interskalenären Blockade, einem Regionalanästhesieverfahren, wird der Plexus brachialis in der hinteren Skalenuslücke betäubt, wodurch operative Eingriffe an Arm und Schulter und nach der Operation eine wirksame Schmerztherapie ermöglicht werden.